# Silence vaut acceptation
L'expression Silence vaut acceptation - parfois, « silence vaut accord » - se réfère à un principe de droit français, en particulier dans les relations avec les administrations, ou dans certains contrats.